# Centro (Tucumán)
El Centro es un barrio de San Miguel de Tucumán, Tucumán, Argentina. Se encuentra delimitado por las calles Las Heras, Virgen de la Merced, General Paz, Santiago del Estero, Salta y Jujuy. Presenta un gran movimiento comercial. El número de viviendas es muy reducido dentro de él, con un gran predominio de negocios comerciales y edificios de la administración pública. También posee numerosos atractivos turísticos e históricos.

## Historia
El barrio es parte del casco histórico de la fundación de San Miguel de Tucumán en 1685. Por esta razón, posee muchos edificios históricos como la Catedral, el Convento de San Francisco, el Cabildo de Tucumán (actual Casa de Gobierno), entre otros. En el barrio se encuentra la Casa Histórica, lugar donde se declaró la independencia argentina el 9 de julio de 1816. En la actualidad concentra la mayoría de la actividad comercial en Tucumán, con galerías entre las peatonales Mendoza y Muñecas, y las sucursales bancarias sobre calle San Martín.

## Sitios de Interés
- Plaza Independencia[4]
- Casa de Gobierno de Tucumán
- Museo Folklórico Provincial
- Teatro Mercedes Sosa
- Museo Casa Padilla
- Museo Nicolás Avellaneda
- Hotel Bicentenario
- Hotel Embajador
- Hotel Garden Plaza
- Catedral de Nuestra Señora de la Encarnación
- Museo de Arte Sacro
- Casa Histórica de la Independencia
- Hotel Premier
- Hotel Francia
- Iglesia y Convento de San Francisco
- Basílica de Nuestra Señora del Rosario
- Centro Cultural Rouges
- Casa Nougués
- Edificio Caja Popular de Ahorros
- Mercado del Norte
- Edificio ex Banco de la Provincia de Tucumán
- Edificio Banco Nación
- Casa Frías Helguera
- Edificio La Continental
- Palacio de Correos de Tucumán
- Centro Cultural Virla
- Casa Serafina Romero de Nougués

## Educación
- Instituto San Martín
- Instituto George Washington
- Instituto 9 de Julio
- Instituto Congreso de Tucumán
- Instituto Privado de Tucumán
- Instituto Carlos Guido y Spano
- Escuela Obispo José Agustín Molina
- Escuela Alicia Moreau de Justo
- Escuela Normal Juan Bautista Alberdi
- Escuela Superior San Martín
- Colegio Santa Rosa
- Colegio Santo Domingo
- Instituto Anacleto Tobar
- Escuela Federico Helguera
- Universidad Santo Tomás de Aquino
- Escuela Bernardino Rivadavia
- Colegio Salesiano Gral. Belgrano
- Colegio Carducci
- Facultad de Derecho y Ciencias Sociales UNT

## Salud
- Sanatorio 9 de Julio
- Clínica Mayo
- Clínica Aliviar

## Transporte

### Líneas de colectivos
- Línea 1
- Línea 3
- Línea 4
- Línea 6
- Línea 7
- Línea 8
- Línea 9
- Línea 10
- Línea 11
- Línea 12
- Línea 17
- Línea 18
- Línea 19
- Línea 100
- Línea 101
- Línea 103
- Línea 105
- Línea 106
- Línea 107
- Línea 109
- Línea 110
- Línea 118
- Línea 121
- Línea 122
- Línea 123
- Línea 124
- Línea 125
- Línea 129
- Línea 130
- Línea 131
- Línea 132
- Línea 140
- Línea 141
- Línea 142
- Línea El Provincial